# Kazachstania yakushimaensis
Kazachstania yakushimaensis är en svampart som först beskrevs av Mikata & Ueda-Nishim., och fick sitt nu gällande namn av Kurtzman 2003. Kazachstania yakushimaensis ingår i släktet Kazachstania och familjen Saccharomycetaceae.   Inga underarter finns listade i Catalogue of Life.